# Joëlle Mélin
Pour les articles homonymes, voir Mélin.
Joëlle Mélin, née le 26 mars 1950 à Versailles (Yvelines), est une femme politique et médecin française.
Membre du Rassemblement national depuis 1993, elle est élue députée dans la 9e circonscription des Bouches-du-Rhône lors des élections législatives de 2022, et réélue en 2024. Elle siège au sein du groupe RN et est membre de la commission des Affaires sociales de l'Assemblée nationale.
Elle est aussi conseillère municipale d'opposition à Aubagne depuis 2014, réélue en 2020. Elle est conseillère régionale de Provence-Alpes-Côte d'Azur de 2010 à 2015 et députée européenne de 2014 à 2022.

## Biographie
Joëlle Mélin naît le 26 mars 1950 à Versailles.

### Carrière professionnelle
Joëlle Mélin étudie les lettres classiques au lycée La Bruyère de Versailles. Elle obtient un bac latin grec avec mention en 1968 et un doctorat de médecine à la faculté de Marseille en 1975.
Par la suite, elle est médecin généraliste en milieu semi-rural de 1977 à 1986, période pendant laquelle elle acquiert des diplômes de gériatrie, de réparation juridique du dommage corporel, de thermalisme, de médecine du sport, de médecine manuelle et un diplôme de spécialité de rééducation et réadaptation fonctionnelle.
Parallèlement, elle exerce des fonctions de médecin gériatre en centres de rééducation gériatrique de 1975 à 1988.
De 1986 à 2002, elle exerce ses activités de rééducateur au sein d'un plateau technique lourd de médecine de ville. En 1997, elle devient responsable d'un centre de rééducation[source insuffisante]. Parallèlement, elle obtient un DES d'immuno-rhumatologie, un diplôme universitaire du droit de l'activité et de la responsabilité médicale et un diplôme universitaire de l'évaluation des traumatisés crâniens graves.
Par ailleurs, elle exerce la profession d'expert judiciaire médical après avoir été nommée sur la liste des médecins experts-judiciaire près la cour d'appel d'Aix-en-Provence en 1991, la liste des médecins experts-judiciaires en matière de sécurité sociale près la cour d'appel d'Aix-en-Provence et sur la liste des médecins agréés de la préfecture des Bouches-du-Rhône.
De 2005 à 2008, elle est médecin-coordinateur pour des structures de polyhandicapés lourds.
Elle est par ailleurs membre de la Compagnie nationale des experts médicaux.
D'autre part, elle est médecin attachée au service de la réserve militaire, avec grade de médecin des armées et titulaire à ce titre de la médaille des services militaires volontaires et de la médaille de la Défense nationale, échelon bronze, avec agrafe « santé ».[réf. nécessaire]

### Parcours politique
Elle est membre du Rassemblement national (ancien Front national) depuis 1993. Dès 1995, elle se voit confier la coordination du pôle santé, puis du pôle santé et affaires sociales du Front national, et est à partir de 2012 la coordinatrice des comités d'actions programmatiques de Marine Le Pen[réf. nécessaire]. Elle est chargée de coordonner les propositions d'élus, cadres et experts du Front national pour la campagne présidentielle de 2017 de Marine Le Pen. 
Elle participe à de nombreuses campagnes électorales locales sur la circonscription d'Aubagne dans les Bouches-du-Rhône, régionales en Provence-Alpes-Côte d'Azur dont elle a été conseillère de 1998 à 2014 et nationales à quatre reprises sur les listes européennes. 
De 2014 à 2022, elle est conseillère municipale et députée au Parlement européen.
Pour les élections européennes de 2019, elle figure en sixième position sur la liste du RN, ce qui lui permet d’être élue députée. Opposante à l'avortement, elle vote en juin 2021 contre une résolution exhortant les États de l’UE à « garantir l’accès universel à un avortement sûr et légal ». Après son élection à l'Assemblée nationale en juin 2022, elle vote également contre la constitutionnalisation du droit à l'avortement en novembre 2022.
Elle est décrite comme « friande de dossiers techniques sur les enjeux de santé ».
Lors des élections municipales de 2020, elle est tête de liste à Aubagne.
Candidate dans la neuvième circonscription des Bouches-du-Rhône aux élections législatives de 2022, elle est élue députée à l'Assemblée nationale face à Lucas Trottmann, candidat de La France insoumise (Nouvelle Union populaire écologique et sociale), après avoir recueilli 58,64 % des voix au second tour.
À la suite de la dissolution de l'Assemblée nationale par Emmanuel Macron le 9 juin 2024, Joëlle Mélin repart en campagne pour les élections législatives anticipées, dans la neuvième circonscription des Bouches-du-Rhône. Députée sortante, elle espère obtenir la majorité absolue des voix dès le premier tour. Elle a pour suppléant Jean-Louis Geiger, ancien partisan de Jean-Claude Gaudin. Au premier tour, elle obtient 45,20 % des suffrages. Elle est réélue au second tout avec 58,04 % des voix.

## Controverses

### Liens avec des lobbys
Décrite comme proche du lobby de la santé, Joëlle Mélin relaie les revendications du secteur à l'Assemblée nationale. Elle défend ainsi la fin de la dispensation de médicaments à l’unité, source d’économies pour l’Assurance maladie, la suppression d’une mesure de lutte contre la fraude sociale des professionnels de santé, ou encore des amendements visant à s’opposer au renforcement de la lutte contre la fraude dans les hôpitaux. Elle a également défendu l’exclusion des médicaments génériques, hybrides et biosimilaires de la « contribution M », une taxe sur le chiffre d’affaires des laboratoires. Elle a par ailleurs travaillé auprès de la Confédération nationale des buralistes contre les hausses de taxes sur le tabac. 
Le journal en ligne La Lettre écrit que la députée a « servi de courroie de transmission aux lobbys sur le projet de loi de financement de la Sécurité sociale », proposant une cinquantaine d'amendements émanant de différents groupes de pression.

### Liens avec le gouvernement russe
En 2017, Joëlle Mélin réalise un déplacement en Russie, à Moscou, où elle rencontre le vice-ministre des Affaires étrangères russe. En 2018 et 2021, Joëlle Mélin se rend en Russie et en Crimée occupée en qualité d'observatrice électorale, chargée de contrôler la régularité du scrutin.

### Propos sur les migrants
Le 17 juin 2023, Joëlle Mélin, alors députée, déclare dans le quotidien régional La Provence à propos d'un centre d'accueil de migrants dont l'intégration est jugée réussie : « Je reste opposée à ce centre. Entendons-nous bien : je suis pour un accueil dans la dignité, mais contre le fait de les prévenir de leur expulsion, ce qui leur laisse tout loisir de partir. Je les préfère cent fois à Djibouti, ils sont mieux dans leur milieu naturel (sic). »,,.
Elle met également en lien, en mai 2024, l'augmentation des cas de choléra à Mayotte et l'arrivée de migrants « des grands lacs africains », passés par les Comores.